# Chateau Edem
Chateau Edem — виноробня в Західній Україні, яка виготовляє вино з врожаю власного виноградника. Знаходиться в селі Стрілки Перемишлянського району Львівської області на території комплексу Edem Resort Medical & SPA.

## Історія
Перші саджанці винограду висаджені навесні 2016 року. Було засновано виноградник, площею 1,5 га. Керував процесом професійний енолог, який чітко дотримувався технології органічного вирощування. На винограднику було висаджено 4500 саджанців 4 морозостійких сортів винограду, що витримують температуру до -28 °C, привезених із Німеччини («соляріс», «мускаріс», «каберне кортіс», «совіньє грі»), які підходять саме до клімату Західної України. Виноградна зона розташована на березі джерельного озера в оточенні лісу. Створенню виноробні передувала велика дослідницько-аналітична робота, були ретельно вивчені особливості місцевого мікроклімату, ґрунти тощо.
У 2018 році було зібнано перший урожай винограду, з якого виготовили перше вино. На виході було отримано: 7 сортів вин («Muscaris», «Muscaris semi-dry», «Solaris», «Solaris & Muscaris (50/50)», «Souvignier Gris», «Cabernet Cortis red», «Cabernet Cortis rose semi-dry»), 3 види граппи («Grappa Muscaris», «Grappa Solaris», «Grappa Souvignier Gris»), а також кальвадос («A la calvados»). Витримка червоного вина відбувається у бочках із французького дуба.
У 2020 році вино з виноробні Chateau Edem отримало понад 13 світових нагород — 7 бронзових, 5 срібних та 1 золоту медаль у різних категоріях.
Навесні 2021 року на території Chateau Edem висаджено 2 нових сорти винограду: «йоханнітер» та «піно-нуар», з яких планується створити ігристе вино. Сам виноградник розширився до площі в 2,5 га.

## Традиція збору винограду зі сніданками
Щороку (з 2017 року) Chateau Edem запрошує гостей та їхні сім'ї долучитися до збору винограду та після, об'єднатися за єдиним столом, як це робили середньовічні винороби. Щороку восени проводиться збір чотирьох сортів винограду, а по закінченню кропіткої роботи організовується спільний сніданок з частуваннями гостей прохолодним вином власного виробництва, створеного з минулорічних урожаїв.

## Нагороди
- «Галицька лоза» — всеукраїнський дегустаційний форум крафтових вин. Третє місце (бронза) у номінації «вина із залишком цукру» — вино «Cabernet Cortis rose semi-dry».
- Uwines Awards 2019. Бронза в категорії «білі невитримані вина» — вино «Solaris» (83,25 бала).[4]
- «Винний гід України 2019». Срібна медаль — вино «Souvignier Gris 2018» (86 балів).[1][5]
- WINE&SPIRITS AWARDS 2020 надав 2 нагороди: бронзу «Souvignier Gris 2019» та бронзу «Solaris & Muscaris (50/50) 2019».
- «Винний гід України 2020» оцінив сріблом вина «Souvignier Gris 2019» та «Solaris 2019» та бронзою вина «Muscaris 2019», «Solaris & Muscaris (50/50) 2019», «Cabernet Cortis rose 2019».[6]
- На Odessa Wine Week 2021 вино «Solaris 2019» отримало золоту нагороду, «Solaris & Muscaris (50/50) 2020» та «Souvignier Gris 2019» отримали срібну нагороду конкурсу.[7]